# Ивановка (Речицкий район)
Ивановка (бел. Іванаўка) — деревня в Жмуровском сельсовете Речицкого района Гомельской области Белоруссии.

## География

### Расположение
В 7 км на юг от районного центра и железнодорожной станции Речица (на линии Гомель — Калинковичи), 57 км от Гомеля.

## Транспортная сеть
Рядом автодорога Речица — Хойники. Планировка состоит из дугообразной улицы, застроенной деревянными усадьбами.

## История
По письменным источникам известна с XIX века как селение в Ровенскослободской волости Речицкого уезда Минской губернии. Помещик Гедионов владел здесь в 1876 году 436 десятинами земли, 2 водяными мельницами и сукновальней. В 1930 году работали кирпичный завод и смоловарня. В 1931 году организован колхоз. 9 жителей погибли на фронтах Великой Отечественной войны. Согласно переписи 1959 года в составе совхоза «Демехи» (центр — деревня Солтаново). Действует кирпичный завод.

## Население

### Численность
- 2004 год — 28 хозяйств, 68 жителей.

### Динамика
- 1930 год — 16 дворов, 80 жителей.
- 1959 год — 150 жителей (согласно переписи).
- 2004 год — 28 хозяйств, 68 жителей.